# Campionati mondiali di slittino 1985
I Campionati mondiali di slittino 1985, ventiquattresima edizione della manifestazione organizzata dalla Federazione Internazionale Slittino, si tennero il 26 e 27 gennaio 1985 ad Oberhof, in Germania Est, sulla pista omonima, la stessa sulla quale si svolsero le competizioni iridate nel 1973; furono disputate gare in tre differenti specialità: nel singolo uomini ed in quello donne e nel doppio.
Assoluta dominatrice della manifestazione fu la squadra tedesca orientale, capace di conquistare tutti e tre i titoli e ben otto medaglie sulle nove assegnate in totale; tra i protagonisti della rassegna iridata l'unico che riuscì a conquistare due medaglie fu Jörg Hoffmann, che vinse quella d'oro nel doppio in coppia con Jochen Pietzsch e quella d'argento nel singolo dietro a Michael Walter; nella prova femminile la vittoria andò a Steffi Martin, che, proprio come Hoffmann e Pietzsch, confermarono il titolo ottenuto nell'edizione precedente.

## Risultati

### Singolo uomini
La gara fu disputata su quattro manches nell'arco di due giorni e presero parte alla competizione 37 atleti in rappresentanza di 13 differenti nazioni; campione uscente era l'allora rappresentante del Canada Miroslav Zajonc, non presente a questa edizione dei mondiali, ed il titolo fu conquistato dal tedesco orientale Michael Walter, già secondo classificato nel singolo ad Hammarstrand 1981, davanti ai connazionali Jörg Hoffmann, che nel doppio vinse l'oro agli scorsi mondiali ed il bronzo ai Giochi di Sarajevo 1984, e Jens Müller.
| Pos. | Atleti              | Nazione          | Tempo    | Distacco |
| ---- | ------------------- | ---------------- | -------- | -------- |
|      | Michael Walter      | Germania Est     | 3'02"959 |          |
|      | Jörg Hoffmann       | Germania Est     | 3'03"564 | +0"605   |
|      | Jens Müller         | Germania Est     | 3'03"570 | +0"611   |
| 4    | Sergej Danilin      | Unione Sovietica | 3'03"996 | +1"037   |
| 5    | Norbert Huber       | Italia           | 3'04"014 | +1"055   |
| 6    | Wilfried Vogel      | Germania Est     | 3'04"370 | +1"411   |
| 7    | Markus Prock        | Austria          | 3'04"630 | +1"671   |
| 8    | Jurij Charčenko     | Unione Sovietica | 3'04"842 | +1"883   |
| 9    | Gerhard Sandbichler | Austria          | 3'05"217 | +2"258   |
| 10   | Johannes Schettel   | Germania Ovest   | 3'05"270 | +2"311   |

### Singolo donne
La gara fu disputata su quattro manches nell'arco di due giorni e presero parte alla competizione 21 atlete in rappresentanza di 13 differenti nazioni; campionessa uscente era la tedesca orientale Steffi Martin, che riuscì a bissare il titolo ottenuto nell'edizione precedente, davanti alle connazionali Cerstin Schmidt, Birgit Weise ed Ute Oberhoffner, quest'ultima già sul podio nella scorsa rassegna iridata ed ai Giochi di Sarajevo 1984 quando era ancora conosciuta con il cognome da nubile.
| Pos. | Atleti             | Nazione          | Tempo    | Distacco |
| ---- | ------------------ | ---------------- | -------- | -------- |
|      | Steffi Martin      | Germania Est     | 2'49"807 |          |
|      | Cerstin Schmidt    | Germania Est     | 2'50"129 | +0"322   |
|      | Birgit Weise       | Germania Est     | 2'50"426 | +0"619   |
| 4    | Ute Oberhoffner    | Germania Est     | 2'50"526 | +0"719   |
| 5    | Irina Kusakina     | Unione Sovietica | 2'51"457 | +1"650   |
| 6    | Natal'ja Lisica    | Unione Sovietica | 2'51"875 | +2"068   |
| 7    | Marie-Luise Rainer | Italia           | 2'52"099 | +2"292   |
| 8    | Andrea Hatle       | Germania Ovest   | 2'52"408 | +2"601   |
| 9    | Annefried Göllner  | Austria          | 2'53"669 | +3"862   |
| 10   | Mária Jasenčáková  | Cecoslovacchia   | 2'53"801 | +3"994   |

### Doppio
La gara fu disputata su due manches nell'arco di un solo giorno e presero parte alla competizione 34 atleti in rappresentanza di 10 differenti nazioni; campioni uscenti erano i tedeschi orientali Jörg Hoffmann e Jochen Pietzsch, che riuscirono a bissare il titolo ottenuto nell'edizione precedente, davanti ai connazionali René Keller e Lutz Kühnlenz ed ai sovietici Vitalij Mel'nik e Dmitrij Alekseev.
| Pos. | Atleti                              | Nazione          | Tempo    | Distacco |
| ---- | ----------------------------------- | ---------------- | -------- | -------- |
|      | Jörg Hoffmann Jochen Pietzsch       | Germania Est     | 1'23"841 |          |
|      | René Keller Lutz Kühnlenz           | Germania Est     | 1'24"132 | +0"291   |
|      | Vitalij Mel'nik Dmitrij Alekseev    | Unione Sovietica | 1'24"609 | +0"768   |
| 4    | Hansjörg Raffl Norbert Huber        | Italia           | 1'24"816 | +0"975   |
| 5    | Helmut Brunner Walter Brunner       | Italia           | 1'25"080 | +1"239   |
| 6    | Evgenij Belousov Aleksandr Beljakov | Unione Sovietica | 1'25"112 | +1"271   |
| 7    | Georg Fluckinger Franz Wilhelmer    | Austria          | 1'25"114 | +1"273   |
| 8    | Petr Förster Martin Förster         | Cecoslovacchia   | 1'25"372 | +1"531   |
| 9    | Thomas Schwab Wolfgang Staudinger   | Germania Ovest   | 1'25"534 | +1"693   |
| 10   | Stefan Ilsanker Georg Hackl         | Germania Ovest   | 1'26"166 | +2"325   |

## Medagliere
| Posizione | Nazione          | Oro | Argento | Bronzo | Totale |
| --------- | ---------------- | --- | ------- | ------ | ------ |
| 1         | Germania Est     | 3   | 3       | 2      | 8      |
| 2         | Unione Sovietica | 0   | 0       | 1      | 1      |
| Totale    | Totale           | 3   | 3       | 3      | 9      |